# Myotomys
Myotomys (Thomas, 1918) è un genere di roditori della famiglia dei Muridi.

## Descrizione

### Dimensioni
Al genere Myotomys appartengono roditori di piccole dimensioni, con lunghezza della testa e del corpo tra 93 e 205 mm, la lunghezza della coda tra 41 e 115 mm e un peso fino a 156 g.

### Caratteristiche craniche e dentarie
Il cranio è robusto con le arcate zigomatiche ispessite e parallele tra loro, le bolle timpaniche non sono particolarmente ingrandite. Gli incisivi superiori sono attraversato da un solco longitudinale mentre quelli inferiori sono lisci o leggermente solcati. I denti masticatori sono caratteristici, con la superficie occlusiva formata da lamine trasversali, di solito quattro nel terzo molare superiore, il quale è grande quanto gli altri due combinati. 
Sono caratterizzati dalla seguente formula dentaria:

### Aspetto
L'aspetto è simile a quello delle arvicole, con un corpo compatto e gli arti brevi. La pelliccia è soffice fine, densa e arruffata. Le parti dorsali variano dal giallo-grigiastro chiaro al marrone scuro, le parti ventrali sono bianco-giallastre. La testa è grande, il muso è corto. Le orecchie sono piccole e rotonde. La coda è lunga circa la metà della testa e del corpo, è scura sopra e più chiara sotto. Le femmine hanno due paia di mammelle inguinali.

## Distribuzione
Sono roditori terricoli ed erbivori diffusi nell'Africa meridionale.

## Tassonomia
Il genere comprende 2 specie.
- Myotomys sloggetti
- Myotomys unisulcatus

Alcuni autori considerano queste due specie come membri appartenenti al genere Otomys.